# リアド偉武
リアド 偉武（リアド いぶ、Riad Ib、1985年10月25日 - ）は、日本のドラマーである。ロックバンド[Alexandros]のドラマー。ロックバンドBIGMAMAの元メンバーであり、ドラムス・プログラミング担当であった。東京都出身。

## 来歴
- エジプト人の父と日本人の母に生まれる。フリーアナウンサーのリアド慈英蘭は実姉。
- 金井政人とは高校の同級生であり、高校1年次の時にTOTALFATの学祭ライブを観たことを機に楽器を始める。高校2年次に柿沼広也を含むメンバー4人でバンド活動を始める。高校3年次の時にヴァイオリン担当の東出が加入し、5人体制となる。そして、現在のBIGMAMAに至る[1]。
- 2019年、［Alexandros］の庄村が休養するため、同バンドのドラムサポートとして活動を開始。「月色ホライズン」等のMVに出演している。
- 2020年5月10日、BIGMAMAをZepp Tokyo公演をもって脱退を発表。理由は「BIGMAMAと違う道を歩むため」

- 2021年4月10日、[Alexandros]の新メンバーとして加入。

## 人物
- 猫を飼っている。
- 高校時代、金井と一緒に「楽器をやったら面白そうだよね」と話していた。その話からBIGMAMAの結成に至った。

## 音楽的影響
メロディックパンクやメロコアなどの音楽ジャンルが好き。BIGMAMAもそのジャンルに近かった。ドラムの音に関してはシンプルな音やリズムが好きであり、パーカッションやデジタルな音が入ることを好まなかったが、同バンドのアルバムにてマニピュレーターと出会ったことで、新しい音を入れるようになってから少しずつ音楽性が広がっていくようになった。

## 活動
- (2022年02月16日)ラジオ番組TOKYO FM/SCHOOL OF LOCK!に初ゲスト出演[2]